# Ansbacher Weg
Der Ansbacher Weg (FAV 031) ist ein Fernwanderweg von Burgfarrnbach nach Ansbach in Mittelfranken. Er ist 59 km lang und führt durch das Rangau und den Naturpark Frankenhöhe. 
Markiert wird der Verlauf mit dem Wegzeichen „blaues Kreuz auf weißem Grund“.
Der Wanderweg startet in Burgfarrnbach und führt durch den Zennwald an die Zenn bei Kreppendorf. Flussaufwärts geht es über Langenzenn und Wilhermsdorf bis nach Neuhof an der Zenn im Naturpark Frankenhöhe. Hier wendet sich der Weg südwärts, quert mit der Hochstraße  die alte Handelsroute zwischen Nürnberg und Rothenburg ob der Tauber und später die Bibert bei Ebersdorf. Weiter geht es nach Rügland und Wüstendorf bis zum Zielort Ansbach im Rezat-Tal.

## Streckenverlauf
- Burgfarrnbach (Bahnhof)
- Retzelfembach
- Veitsbronn
- Langenzenn (Bahnhof)
- Laubendorf (Bahnhof)
- Wilhermsdorf (Bahnhof)
- Adelsdorf (Bahnhof)
- Neuhof an der Zenn (Schloss Neuhof, Naturpark Frankenhöhe)
- Ebersdorf (Bibert)
- Rügland (Schloss Rügland)
- Wüstendorf
- Ansbach (Residenz Ansbach, Rezat, Bahnhof)